# Oenomys hypoxanthus
Oenomys hypoxanthus — вид гризунів родини мишевих (Muridae). Зустрічається в Африці: Ангола, Бурунді, Камерун, Центральноафриканська Республіка, Республіка Конго, Демократична Республіка Конго, Екваторіальна Гвінея, Ефіопія, Габон, Кенія, Нігерія, Руанда, Південний Судан, Танзанія та Уганда. Його природними середовищами існування є субтропічні або тропічні сезонно вологі або затоплені низинні луки та сезонно затоплювані сільськогосподарські угіддя.

## Морфологічна характеристика
Гризун середнього розміру, довжина голови й тулуба від 105 до 180 мм, довжина хвоста від 140 до 205 мм, довжина лапи від 24 до 35 мм, довжина вух від 17 до 21 мм і вагою до 121 грамів. Хутро шерстисте, всіяне більш довгими волосками. Верх буруватий. Морда і круп коричневі. Нижня частина тіла і кінцівки білі. Ноги темно-сірувато-коричневі. Хвіст довший за голову й тулуб, темно-коричневий зверху і світло-сірий знизу.

## Поведінка
Це напівдеревний вид, як денний, так і нічний. Будує гнізда у високій рослинності, на землі серед різного сміття або в норах у землі. Біля боліт досягає щільності 17,3 особини на гектар. Харчується зеленим листям, стеблами трави, пагонами, насінням і комахами. Пошкоджує рис, просо та інші насіннєві культури.